# Haman (islam)
Ne doit pas être confondu avec Haman (Bible).
Haman (en arabe : همن (hāmān)) est un personnage coranique. Il était, selon ce texte, grand dignitaire et maître des bâtisseurs du Pharaon à l'époque de Moussa.

## Haman dans le texte coranique
Haman est cité six fois dans le Coran, dont quatre fois à la suite de Pharaon, et nommé deux fois seul. Les références de Haman dans le Coran sont la sourate 28 (versets 6, 8 et 38), la sourate 29 (verset 39) et la sourate 40 (versets 24 et 36).

### Résumé
Selon le Coran, Pharaon est responsable du meurtre des fils d'Israël. Allah envoya donc Moussa prêcher le monothéisme au Pharaon.
Moussa demanda la protection pour son peuple victime de pillages, de massacres et de châtiments corporels infligés par les armées du Pharaon qui leur faisaient notamment subir des empalements ainsi que des ablations des mains, méthodes de punition en Égypte antique et notamment à l'époque ramesside,.
Le Pharaon et Haman rejetèrent le message prêché par Moussa et le qualifièrent de sorcier. Dans les versets 36 et 38 de la sourate 40, le Pharaon demande à Haman de lui construire une tour qui transpercera le ciel afin de démasquer le dieu de Moïse. Le Coran précise que ce projet fut voué à l'échec : «[...] Le stratagème de Pharaon n'est voué qu'à la destruction » (sourate 40 verset 37).
Ainsi, comme le Pharaon, Haman fut noyé dans la mer Rouge.

### Sources et influences
La proximité entre le Haman du Coran et le Haman du livre d'Esther (Nom identique, importance politique (Esther 3:1), rôle de constructeur (Esther 5:14), association au meurtre de juifs (Esther 3:5-15)) est probablement liée à l'influence du texte biblique dans la composition du Haman coranique .  Haman n'a, dans le texte biblique, pas de lien avec l'Égypte mais avec l'Iran. Pour le Dictionnaire du Coran, « Haman vient du livre d'Esther ; ministre du roi perse Assuérus, soit quelque huit siècles après l'époque supposée de Moïse »,. À l'inverse, l'Encyclopaedia of the Qur'an propose que "Haman" soit la forme arabisée de "Ha-Amen", titre utilisé par les Grands Prêtres égyptien devenu la "formule consacrée pour désigner tout personnage officiel hostile aux juifs et à la croyance dans le dieu unique".  
Selon J. Eisenberg, dans la première édition de l’Encyclopédie de l'Islam, cette confusion provient de la "connaissance confuse de l'histoire" par Mahomet. L'onomastique permet d'attester que l'histoire du livre d'Esther était connue en Arabie. Si cette confusion entre les histoires bibliques parait au premier abord involontaire, Van Reeth préfère y voir une construction littéraire, afin de transformer des récits en mythes exemplaires. En cela, cette sourate doit être comprise comme une homélie exégétique qui se réfère à Mahomet lui-même. L'histoire de Haman et de Pharaon sont mélangées afin de les assimiler à la population mecquoise opposée à Mahomet.
Le lien entre la sourate 28 et la sourate 27 permet de conclure qu'elles ont un contexte similaire, probablement le même que le Targum Shêni. L'introduction dans le récit coranique de Pharaon du personnage de Haman a été démontré comme provenant de l'histoire d'Ahikar le Sage, livre araméen connu par un papyrus du Ve siècle av. J.-C.. Ce récit, dont une allusion se trouve dans le livre de Tobie, raconte que son neveu Nadin est chargé de construire une haute tour jusqu'au ciel. Dans ces textes, il prend parfois le nom de Haman. Cette confusion peut expliquer la demande de pharaon dans le Coran à Haman de construire une telle tour. L'étude de ce récit permet de conclure que la source du Coran quant au personnage de Haman est mésopotamienne ou iranienne, très probablement chrétienne et donc syriaque. Dans la littérature juive, la figure de Haman forme le topos littéraire de l'ennemi des juifs à travers les âges.
Pour G. Vajda et Reynolds, le personnage de Haman atteste d'une autre confusion littéraire. En effet, pour lui, le motif de la tour de Babel est utilisé dans la construction du personnage de Haman,. Boisliveau considère que le récit de la tour est une allusion à celle de Babel et relève des reprises intertextuelles avec le livre d'Esdras. Cette référence permet de critiquer l'orgueil des grandes civilisations. Van Reeth voit dans la mention de la "tour" une évocation des pyramides, supposée dans la littérature arabe classique cacher des trésors importants. Elles sont un vestige d'un temps païen et un archétype de la rébellion contre Dieu.

## Haman dans la littérature musulmane
Haman est cité dans le texte de Tabari. Il rapporte la tradition selon laquelle il inventa la brique cuite alors qu'elle est connue et utilisée en Égypte tout au long de son histoire. Selon l'historien arabe du IXe siècle al-Masʿūdī, Hāmān fut architecte du canal de Sardūs et extorqua de l'argent aux paysans à cette occasion. Pour Zamakhshari, il fut vizir et assistant de Pharaon. Le rôle de vizir fut repris par Ibn Kathir.
Plusieurs traditions ont circulé sur Haman. Ainsi, selon Tabari, Haman serait monté en haut de la tour et aurait tiré une flèche dans le ciel. La voyant revenir tachée de sang, il aurait déclaré avoir tué le dieu de Moïse. Selon Zamakhshari, c'est Pharaon qui aurait tiré la flèche.
Le soufi Najm al-din Razi (XIe – XIIe siècles) évoque Haman et Coré comme deux "mauvais génies". Dans ce courant mystique, ils sont « aussi indispensables à la révélation que la prédication de Moïse, ce sont deux faces d'une même réalité » 

## Haman dans l'apologétique musulmane
Selon le médecin concordiste français Maurice Bucaille, « Le nom de « Haman » tel qu’il est écrit en arabe dans le Coran, est une translittération exacte d’un nom de personne dont on connaît aujourd’hui l’orthographe hiéroglyphique. » D'après celui-ci, le nom se trouve dans le Dictionnaire des noms de personnes du Nouvel Empire de l’égyptologue allemand Hermann Ranke où on trouve le personnage avec la translittération exacte, et la profession de ce notable : « Chef des ouvriers des carrières ». Selon lui encore, Ranke signale que le nom de Haman ainsi que sa profession figuraient sur une stèle dans un musée de Vienne en Autriche. 
Or, contrairement à ce que déclare Maurice Bucaille, le dictionnaire de Ranke ne donne aucune correspondance exacte du nom Haman et ne donne pas d'information quant aux métiers des personnes cités. Il fait mention d'un Ḥmn-Ḥ(?) du Nouvel Empire égyptien présent dans la publication de Walter Wreszinski. Le relief en question, un jambage de porte et non une stèle, se trouve au musée de Vienne (N° d'inventaire 5821/5822). Le nom porté a été reconnu comme "Hemen-Hotep", « supérieur des tailleurs de pierre d'Amon ». Les titres de l'inscription ne révèlent pas de proximité particulière avec le pharaon. Le nom et le rang social de ce personnage sont donc différents de ceux du personnage Haman présenté dans le Coran. Pour le professeur Graefe, associer Hemen-Hotep avec le Haman coranique est une « absurdité". »
Selon l'égyptologue Katharina Stegbauer et le professeur Ösing, la lettre Ḥ hiéroglyphique ne correspond pas au H arabe utilisé dans le nom Haman. Ce théophore "Hemen-Hotep" signifie, "Hemen est satisfait", renvoyant au dieu guerrier Hemen.